# Wonder (motorfiets)
Wonder is een Frans historisch merk van motorfietsen.
Frans motormerk uit St. Etienne dat rond 1950 lichte (125 cc) motorfietsjes maakte. Mogelijk was er een verbinding met Ravat. Beide merken maakten ook een 125 cc tweetakt type B48.